# Équipe de Slovaquie de football au Championnat d'Europe 2016
Cet article relate le parcours de l'équipe de Slovaquie de football lors du Championnat d'Europe de football 2016 organisé en France du 10 juin au 10 juillet 2016.
C'est la première qualification de la Slovaquie à une phase finale de championnat d'Europe.

## Qualification
La Slovaquie termine deuxième du groupe C derrière l'Espagne.
| Rang | Équipe            | Pts | J  | G | N | P | Bp | Bc | Diff |  | Résultats (▼ dom., ► ext.) |     |     |     |     |     |     |
| ---- | ----------------- | --- | -- | - | - | - | -- | -- | ---- |  | -------------------------- | --- | --- | --- | --- | --- | --- |
| 1    | Espagne           | 27  | 10 | 9 | 0 | 1 | 23 | 3  | +20  |  | Espagne                    |     | 2-0 | 1-0 | 3-0 | 4-0 | 5-1 |
| 2    | Slovaquie         | 22  | 10 | 7 | 1 | 2 | 17 | 8  | +9   |  | Slovaquie                  | 2-1 |     | 0-0 | 0-1 | 3-0 | 2-1 |
| 3    | Ukraine           | 19  | 10 | 6 | 1 | 3 | 14 | 4  | +10  |  | Ukraine                    | 0-1 | 0-1 |     | 3-1 | 3-0 | 1-0 |
| 4    | Biélorussie       | 11  | 10 | 3 | 2 | 5 | 8  | 14 | -6   |  | Biélorussie                | 0-1 | 1-3 | 0-2 |     | 2-0 | 0-0 |
| 5    | Luxembourg        | 4   | 10 | 1 | 1 | 8 | 6  | 27 | -21  |  | Luxembourg                 | 0-4 | 2-4 | 0-3 | 1-1 |     | 1-0 |
| 6    | Macédoine du Nord | 4   | 10 | 1 | 1 | 8 | 6  | 18 | -12  |  | Macédoine du Nord          | 0-1 | 0-2 | 0-2 | 1-2 | 3-2 |     |

## Phase finale

### Premier tour - groupe B
La Slovaquie se trouve dans le groupe B avec l'Angleterre, la Russie et le pays de Galles.
| Rang | Équipe         | Pts | J | G | N | P | Bp | Bc | Diff |
| ---- | -------------- | --- | - | - | - | - | -- | -- | ---- |
| 1    | Pays de Galles | 6   | 3 | 2 | 0 | 1 | 6  | 3  | +3   |
| 2    | Angleterre     | 5   | 3 | 1 | 2 | 0 | 3  | 2  | +1   |
| 3    | Slovaquie      | 4   | 3 | 1 | 0 | 1 | 3  | 3  | 0    |
| 4    | Russie         | 1   | 3 | 0 | 1 | 1 | 2  | 6  | -4   |

     Équipes qualifiées ; Pts = points ; J = joués ; G = gagnés ; N = nuls ; P = perdus ;

Bp = buts pour ; Bc = buts contre ; Diff = différence de buts.
| Match 3                                              | Pays de Galles                       | 2 - 1   | Slovaquie       | Matmut Atlantique, Bordeaux                        |                                                    |
| 11 juin 2016 · 18 h CEST · Historique des rencontres | Bale 10e · ( Ramsey) Robson-Kanu 81e | (1 - 0) | 61e Duda (Mak ) | Spectateurs : 37 831 Arbitrage : Svein Oddvar Moen | Spectateurs : 37 831 Arbitrage : Svein Oddvar Moen |
| 11 juin 2016 · 18 h CEST · Historique des rencontres | Rapport                              |         |                 | Spectateurs : 37 831 Arbitrage : Svein Oddvar Moen | Spectateurs : 37 831 Arbitrage : Svein Oddvar Moen |

| Match 13                                             | Russie                   | 1 - 2   | Slovaquie                                 | Stade Pierre-Mauroy, Villeneuve-d'Ascq         |                                                |
| 15 juin 2016 · 15 h CEST · Historique des rencontres | ( Chatov) Glouchakov 80e | (0 - 2) | 32e Weiss (Hamšík ) · 45e Hamšík (Weiss ) | Spectateurs : 38 989 Arbitrage : Damir Skomina | Spectateurs : 38 989 Arbitrage : Damir Skomina |
| 15 juin 2016 · 15 h CEST · Historique des rencontres | Rapport                  |         |                                           | Spectateurs : 38 989 Arbitrage : Damir Skomina | Spectateurs : 38 989 Arbitrage : Damir Skomina |

| Match 28                                             | Slovaquie | 0 - 0   | Angleterre | Stade Geoffroy-Guichard, Saint-Étienne                   |                                                          |
| 20 juin 2016 · 21 h CEST · Historique des rencontres |           | (0 - 0) |            | Spectateurs : 39 051 Arbitrage : Carlos Velasco Carballo | Spectateurs : 39 051 Arbitrage : Carlos Velasco Carballo |
| 20 juin 2016 · 21 h CEST · Historique des rencontres | Rapport   |         |            | Spectateurs : 39 051 Arbitrage : Carlos Velasco Carballo | Spectateurs : 39 051 Arbitrage : Carlos Velasco Carballo |

### Huitième de finale
| Match 41                                             | Allemagne                                                  | 3 - 0   | Slovaquie | Stade Pierre-Mauroy, Villeneuve-d'Ascq            |                                                   |
| 26 juin 2016 · 18 h CEST · Historique des rencontres | Boateng 8e · ( Draxler) Gómez 43e · ( Hummels) Draxler 63e | (2 - 0) |           | Spectateurs : 44 312 Arbitrage : Szymon Marciniak | Spectateurs : 44 312 Arbitrage : Szymon Marciniak |
| 26 juin 2016 · 18 h CEST · Historique des rencontres | Rapport                                                    |         |           | Spectateurs : 44 312 Arbitrage : Szymon Marciniak | Spectateurs : 44 312 Arbitrage : Szymon Marciniak |